# Antistatpåse

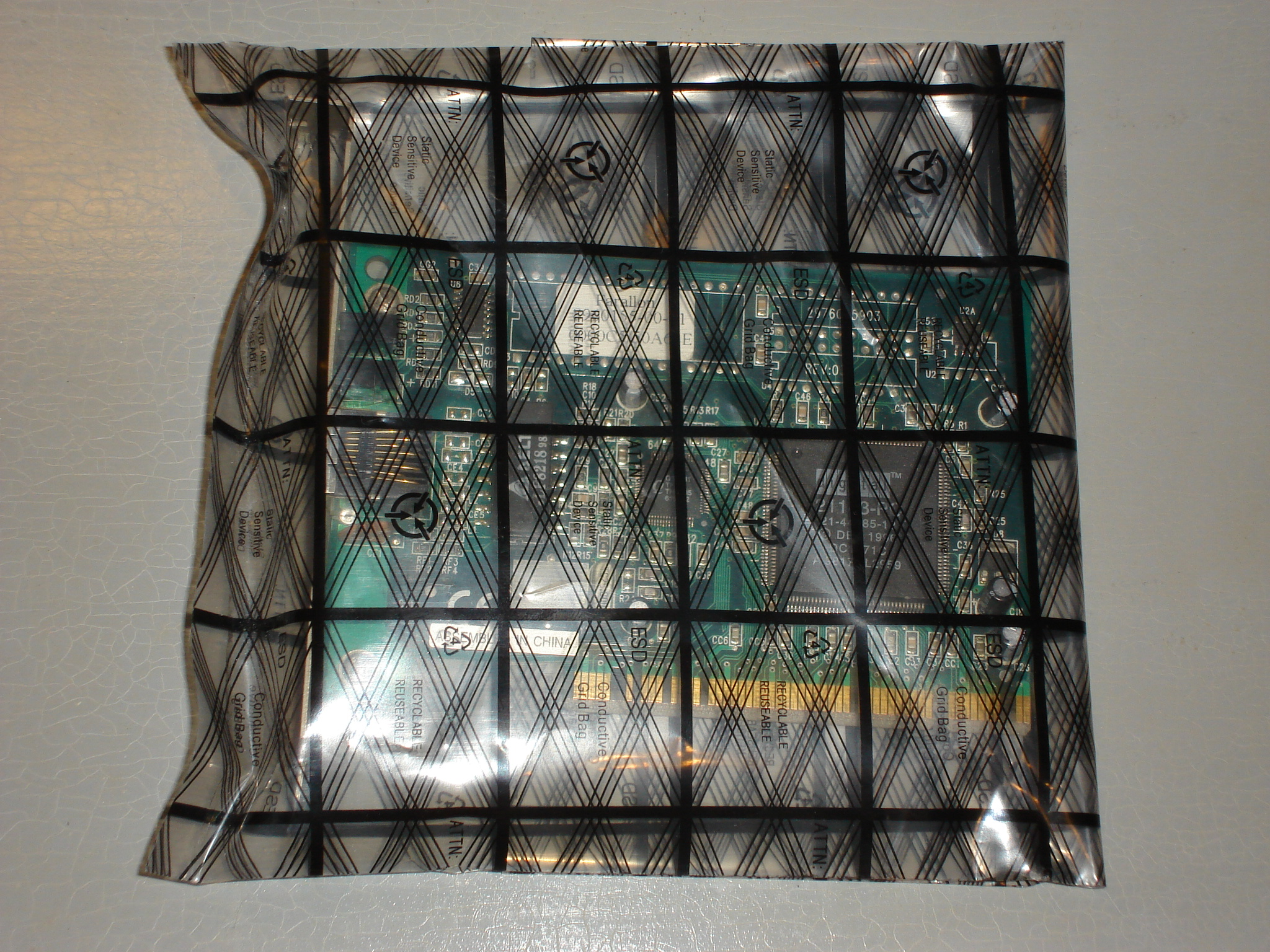
Nätverkskort inuti en antistatisk påse

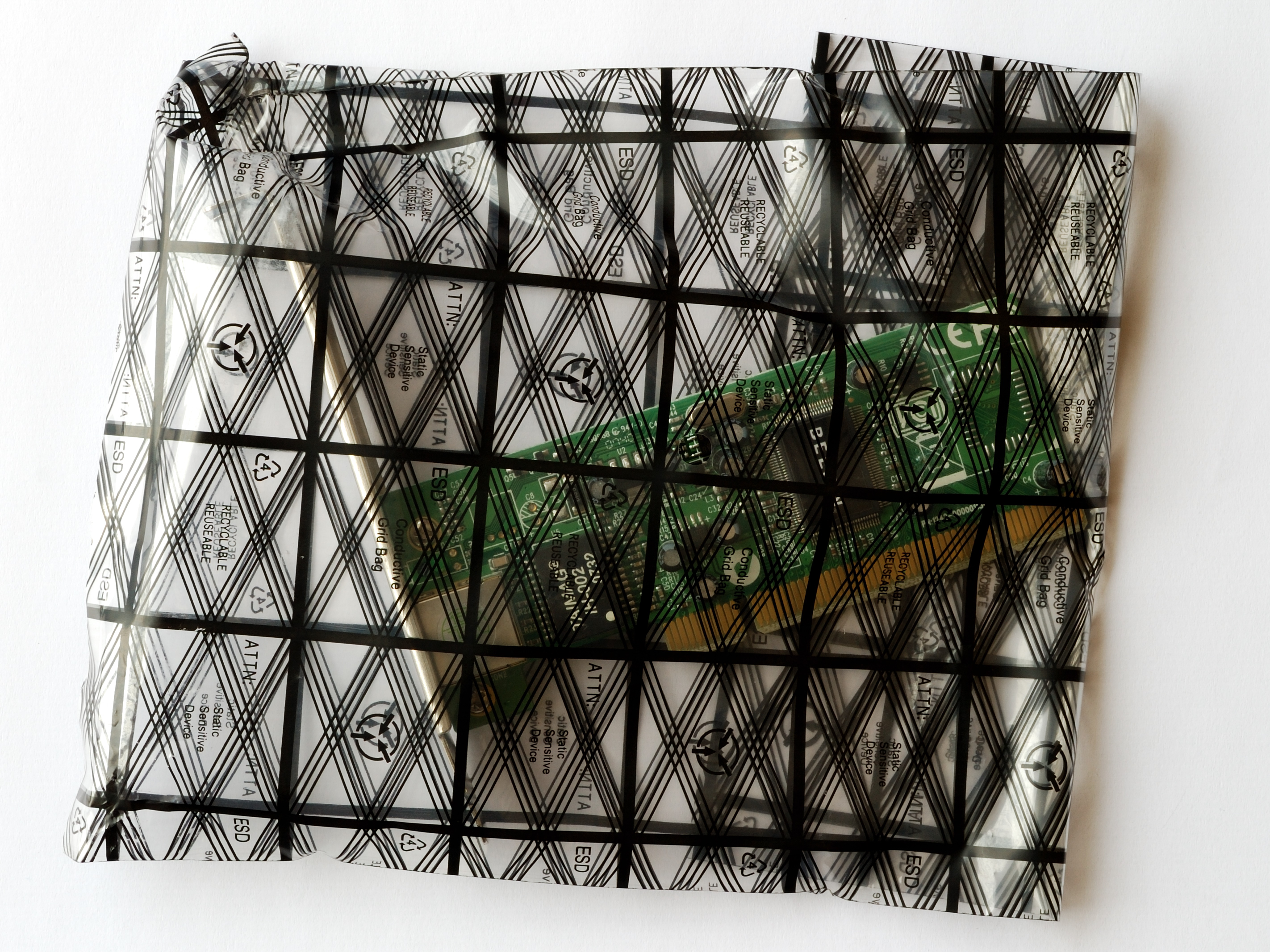
Nätverkskort inuti en antistatisk påse

Varningssymbol för ESD-känslig utrustning

Antistatpåse är en påse som ofta används vid leverans av elektroniska komponenter, som är känsliga för elektrostatisk urladdning.
Dessa påsar är vanligtvis av plast såsom polyetentereftalat (PET) och vara färgade med en distinkt färg som till exempel silvrig för metalliserad film, rosa eller svart för polyeten. Polyethylenevarianten kan också vara i form av skum eller bubbelplast, antingen som ark eller påsar. Det finns behov av skydd mot mekanisk skada såväl som elektrostatisk skada och lager av skydd används ofta på grund av detta. Det kan en skyddad enhet som packas inuti en påse av metalliserad PET-film, som är packad inuti en rosa omslutningspåse av polyethylen  med bubblor, som slutligen är packad inuti en styv svart polyethylenelåda fodrad med rosa polyskum.
För att skapa den antistatiska effekten, är svarta eller silverpåsar något konduktiva, och formar en faradays bur runt föremålet som skall skyddas och förhindra lokala laddningar från att avsättas på de skyddade enheterna när påsarna hanteras. De rosa och gröna påsarna är gjorda av material som har låg förmåga att ladda upp sig. Det vill säga påsen kommer i sig själv inte att skapa skadliga laddningar, men saknar skydd mot elektriska fält.[källa behövs] Det är viktigt att påsarna endast öppnas vid arbetsstationer som är fria från statisk elektricitet.